# وایت‌واتر دایک
وایت‌واتر دایک (به انگلیسی: Whitewater Dyke) رودخانه‌ای است که در انگلستان جریان دارد.